# 布雷昂
布雷昂（法語：Bréhan，法語發音：[bʁeɑ̃]）是法国莫尔比昂省的一个市镇，属于蓬蒂维区。

## 地理
布雷昂（48°3'39"N, 2°41'14"W）面积51.65 平方千米，位于法国布列塔尼大區莫尔比昂省，该省份为法国西北部沿海省份，位于布列塔尼半岛南部，北起阿摩尔滨海省、西接菲尼斯泰尔省，南濒大西洋，东南接大西洋卢瓦尔省，东临伊勒-维莱讷省。
与布雷昂接壤的市镇（或旧市镇、城区）包括：拉谢兹、圣艾蒂安-迪盖德利勒、普勒格里费特、克雷丹、罗昂、圣巴尔纳贝、福日德拉努埃、普吕米约。

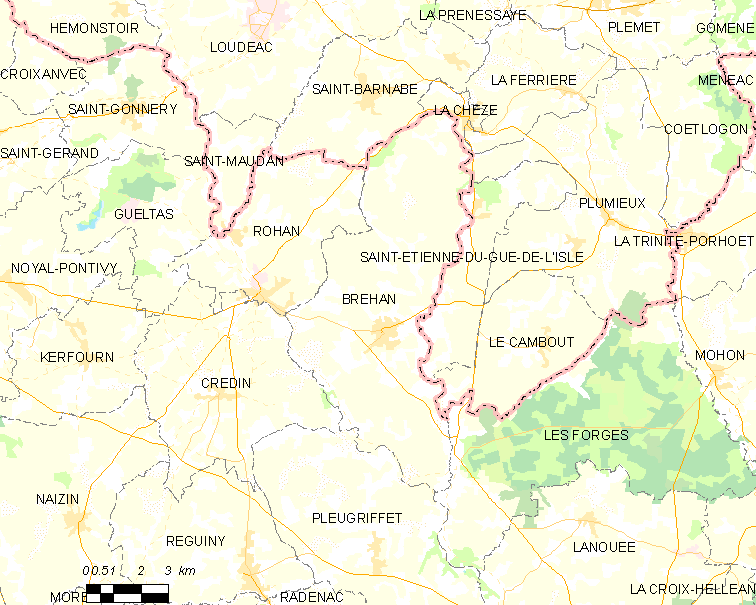
布雷昂的OSM定位图

布雷昂的时区为UTC+01:00、UTC+02:00（夏令时）。

## 行政
布雷昂的邮政编码为56580，INSEE市镇编码为56024。

## 政治
布雷昂所属的省级选区为格朗尚县。

## 人口

1962-2008年间布雷昂人口变化图示

布雷昂于2022年1月1日时的人口数量为2298人。